# Amycos (centaure)
Pour les articles homonymes, voir Amycos.
Amycos dans la mythologie grecque était un centaure, il était fils de Ophion.
Amycos a été le premier centaure à engager la bataille avec les lapides, il a écrasé le visage du céladon avec un candélabre dépouillé du sanctuaire de mariage le plus intime. Eurytion a été tué pour avoir violé Hippodamie, la femme de Pirithoos. Pelates de Pella a tué Amycos en le poignardant avec un pied de table d'un érable.

## Attribution
L'objet transneptunien (55576) Amycos (nom international Amycus), a été baptisé à la suite de ce personnage.